# Contact Trio
Das Contact Trio war eine Jazz-Rock-Gruppe aus dem Ruhrgebiet, die von 1970 bis 1984 im Grenzbereich von Jazz, Rock und Free Jazz mit neuen Ausdrucksformen experimentierte. Die Band war eine der ersten progressiven, professionellen Jazzgruppen des Reviers und veröffentlichte 4 LPs.

## Geschichte
Zu den Gründungsmitgliedern der Gruppe gehörten der Klarinettist Theo Jörgensmann, der Bassist Alois Kott und der Schlagzeuger Michael Jüllich.
Anfänglich gastierte das Trio vornehmlich in Süddeutschland und in der Schweiz.
Theo Jörgensmann spielte von 1970 bis 1973 mit dem Trio. Als er ausschied, trat der Gitarrist Evert Brettschneider in die Gruppe ein. Anfang der 1980er verließ dann  Michael Jüllich die Band. An seine Stelle trat der Schlagzeuger Peter Eisold. Das Contact Trio spielte u. a. 1974 auf dem Jazzfestival Frankfurt und 1981 auf den Berliner Jazztagen und gab Konzerte in Zusammenarbeit mit dem Goethe-Institut.
Seit 2015 gibt es eine Neuauflage der Band als Contact 4tett, dem die ehemaligen Solisten der Band, Theo Jörgensmann und Evert Brettschneider, angehören. Hinzugekommen sind Kai Kanthak (E-Bass) und Achim Jaroschek (Schlagzeug). Ab August 2017 hatte das Contact 4tett mit Bernd Oezsevim einen neuen Schlagzeuger; auf dem Album Wundertüte wurde er durch Sascha Sauerborn ersetzt.

## Diskografie
- 1972: Contact (Blackfield)
- 1975: Double Face (Calig Records)
- 1978: New Marks (JAPO Records)
- 1981: Musik (JAPO Records)

als Contact 4tett
- 2015: Loud Enough to Rock the Kraut (Konnex Records)
- 2019: Full House, special guest Michael Jüllich
- 2023: Wundertüte (Jazzwerkstatt Berlin)